# Gillian Sheen
Gillian Mary Sheen, coniugata Donaldson (Willesden, 21 agosto 1928 – Auburn, 5 luglio 2021), è stata una schermitrice britannica, vincitrice di una medaglia d'oro nella scherma ai giochi olimpici di Melbourne del 1956, la prima cittadina britannica a vincere l'oro olimpico in questa disciplina.

## Carriera
Inizia a praticare lo sport presso la North Foreland School nel Kent dove vince nel 1945 il campionato studentesco femminile britannico, nel 1947 il campionato britannico per junior e quello dei senior nel 1949. Mentre frequenta l'University College London dove studia odontoiatria, vince il titolo universitario per cinque anni consecutivi e in seguito la medaglia d'oro al campionato mondiale universitario nel 1951. Debutta ai giochi olimpici di Helsinki, in Finlandia nel 1952 dove viene eliminata al secondo turno. 
A 50 anni dalla prima partecipazione della Gran Bretagna al torneo olimpico di scherma, ai giochi olimpici del 1956 di Melbourne, all'età di 28 anni, Gillian Sheen vince a sorpresa la medaglia d'oro. È arrivata in finale dopo aver sconfitto in semi-finale per 4-2 la campionessa del mondo, la ventenne ungherese Lídia Dömölky-Sákovics.
Nella finale Sheen perde il suo primo incontro contro la rumena Olga Orban-Szabo, ma vince altri sei (contro la francese Renée Garilhe, la statunitense Janice Romary, la francese Kate Delbarre, la danese Karen Lachmann, l'austriaca Ellen Müller-Preis e l'italiana Bruna Colombetti-Peroncini), finendo pari con la Romania. Dopo la vittoria nel primo incontro, Orban-Szabo parte come favorita, ma Sheen rimonta fino al 3-1, in seguito il 3-2 e chiude con 4-2 contro l'avversaria.
Gillian Sheen vince il titolo britannico e il Commonwealth nel 1958 (arriva invece seconda nel 1954 e quinta nel 1962), mentre nel 1960 vince il suo decimo e ultimo campionato britannico. Dopo le olimpiadi di Helsinki (1952) e Melbourne (1956), partecipa anche a quelle di Roma (1960) ma viene sconfitta al secondo turno.
Nel 1956, subito dopo le Olimpiadi di Melbourne, la Repubblica Dominicana è il primo paese a ritrarre i vincitori delle medaglie olimpiche in una serie di francobolli; quello dedicato a Gillian Sheen ha il valore di 1 centavos.
Gillian, il cui nome da sposata è Donaldson, si stabilisce poi a New York, mantenendo comunque la cittadinanza britannica, dove insieme al marito ha aperto uno studio dentistico.

## Palmarès
| Evento                                | Oro         | Argento | Bronzo                                                                                                 |
| Giochi olimpici                       |             |         | |
| Fioretto individuale (Melbourne 1956) | Regno Unito |         | |
| Campionati mondiali                   |             |         | |
| Fioretto a squadre (Montecarlo 1950)  |             |         | Regno Unito (insieme a Elizabeth Carnegy Arbuthnott Caroline Drew Mary Glen Haig Margaret Somerville<) |